# 11-я мотопехотная дивизия (ФРГ)
11-я мотопехотная дивизия (нем. 11. Panzergrenadierdivision) — тактическое мотопехотное соединение в сухопутных войсках ФРГ.
Штаб-квартира — Ольденбург. Мотопехотная дивизия была расформирована 30 сентября 1994 года. Формирования дивизии размещались на северо-западе земли Нижней Саксонии между реками Эмс, Везер и Аллер, а также в Бремене.

## История
11-я мотопехотная дивизия была сформирована в 1959 году в Ольденбурге, и являлась одной из последних крупных соединений. Входила в 1-й армейский корпус, располагающийся в Мюнстере. Дивизия была расформирована 30 сентября 1994 года. Некоторые формирования были включены в состав 1-й танковой дивизии.

## Состав
Перед расформированием, дивизия имела следующий состав:
- управление;
- 31-я мотопехотная бригада (Panzergrenadierbrigade 31) — Ольденбург;
- 32-я мотопехотная бригада (Panzergrenadierbrigade 32) — Шваневеде;
- 33-я танковая бригада (Panzerbrigade 33) — Целле;
- 11-й артиллерийский полк (Artillerieregiment 11) — Ольденбург;
- 11-й полк противовоздушной обороны (Flugabwehrregiment 11) — Ахим;
- 11-й инженерно-сапёрный батальон (Pionierbataillon 11) — Дёрферден;
- 11-й батальон связи (Fernmeldebataillon 11) — Ольденбург;
- 11-й разведывательный батальон (Panzeraufklärungslehrbataillon 11) — Мунстер;
- 11-й медицинский батальон (Sanitäts Lehrbataillon 11) — Лер;
- 11-й ремонтно-восстановительный батальон (Instandsetzungsbataillon 11) — Дельменхорст;
- 11-й батальон материального обеспечения (Nachschubbataillon 11) — Дельменхорст;
- 11-я вертолётная эскадрилья (Heeresfliegerstaffel 11) — Ротенбург;
- 110-й батальон РХБ защиты (ABC-Abwehrbataillon 110) — Эмден;
- Оркестр (Heeresmusikkorps 11) — Бремен-Грон (Bremen-Grohn).